# Citizen Cup 1989
Il  Citizen Cup 1989 è stato un torneo di tennis giocato sulla terra rossa. È stata la 12ª edizione del torneo, che fa parte della categoria Tier IV nell'ambito del WTA Tour 1989. Si è giocato all'Am Rothenbaum di Amburgo in Germania dall'1 al 7 maggio 1989.

## Campionesse

### Singolare
Steffi Graf ha battuto in finale  Jana Novotná per walkover

### Doppio
Isabelle Demongeot /  Nathalie Tauziat hanno battuto in finale  Jana Novotná /  Helena Suková per Walkover